# Ritrovamento della coppa nel sacco di Beniamino
Il Ritrovamento della coppa nel sacco di Beniamino è un affresco (300x300 cm) attribuito al Maestro di Isacco (forse il giovane Giotto?), databile al 1291-1295 circa e situato nella fascia superiore della parete destra della Basilica superiore di Assisi.

## Descrizione e stile
Per costringere i propri fratelli a tornare in Egitto col padre, Giuseppe, divenuto nel frattempo un importante funzionario del faraone, simula il furto di una coppa del sovrano da parte del più giovane di essi, Beniamino, in modo da avere una scusa per trattenerlo con sé (Genesi, 44). A destra Giuseppe è ritratto con tanto di nimbo e in trono, mentre davanti a lui si assiepano del figure del fratelli che chiedono misericordia e la liberazione del più piccolo di essi. Questo affresco ha il primato di essere il primo in cui la folla è disposta non in file orizzontali e parallele alla maniera bizantina (come se chi sta dietro poggiasse i piedi su gradini via via più alti), ma scalati in profondità. La scena mostra quindi un'inedita tridimensionalità, suggerita anche dalla ricca quinta architettonica dello sfondo, purtroppo in larga parte perduta.
Come la vicina scena di Giuseppe calato nel pozzo, anche questa è attribuita al Maestro di Isacco, sotto il quale potrebbe celarsi il giovane Giotto.
In una piccola porzione della parete, all'avvicinarsi alla controfacciata, si incontra per la prima volta la decorazione delle finte mensole dipinte, un motivo illusionistico che ricorrerà poi nelle Storie di san Francesco.

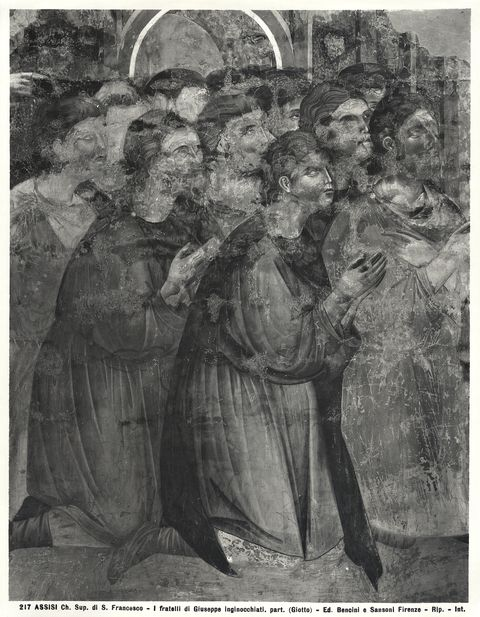
Dettaglio
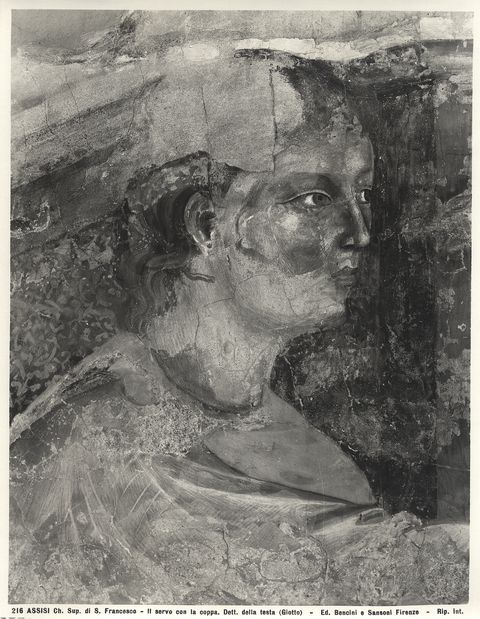
Dettaglio
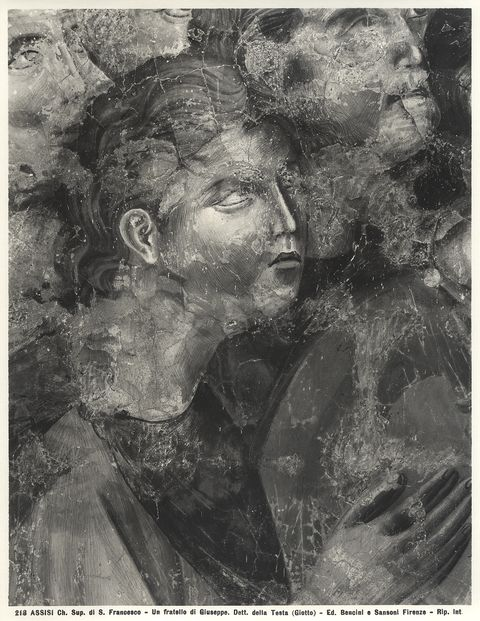
Dettaglio